# Mezz Mezzrow
Mezz Mezzrow est un clarinettiste et saxophoniste américain de jazz. Fervent défenseur de la musique afro-américaine traditionnelle, son jeu swing teinté de blues cherche à reproduire celui des musiciens noirs. Malgré sa forte dépendance aux drogues et son jeu irrégulier, il reste apprécié et collabore avec des musiciens comme Sidney Bechet ou Lionel Hampton.

## Biographie

### Jeunesse
Mezzrow naît de parents juifs russes au sein d'une famille de la petite bourgeoisie. Ses parents immigrés aux États-Unis souhaitent qu'il reprenne le petit commerce familial. Au cours de son adolescence il est très attiré par la musique afro-américaine. En 1917, il est brièvement emprisonné au Pontiac Reformatory (en) et apprend à jouer du saxophone à cette occasion. Il fait ses premières représentations dans la région de Chicago vers 1923.

### Carrière musicale
Afin de compenser ses faibles capacités musicales, Mezzrow passe du temps à se former auprès de musiciens de la scène jazz de Chicago et cherchant à imiter le style des musiciens noirs. En 1928, il dirige durant quelques semaines son propre orchestre, le Purple Grackle Orchestra. Cette année-là, il rejoint New-York pour enregistrer avec le guitariste Eddie Condon. L'année suivante, il quitte les États-Unis pour l'Europe puis revient à New-York pour une tournée avec Red Nichols. Progressivement, il s'entoure de musiciens noirs et crée dans les années 1930 un big band incluant notamment le musicien Benny Carter, le contrebassiste Pops Foster et le pianiste Teddy Wilson. Ils quittent rapidement le groupe en raison du caractère difficile de Mezzrow et de son addiction aux drogues et en particulier la marijuana, qu'il revend au cours des années 1930 et 1940,.
En 1933, il forme un orchestre mixte de musiciens noirs et blancs — il est un des premiers jazzman à le faire. Mezzrow réalise aussi quelques enregistrements avec le trompettiste Frank Newton. En 1938, le producteur Hugues Panassié, qui apprécie beaucoup le travail de Mezzrow, l'associe au clarinettiste Sidney Bechet et au trompettiste Tommy Ladnier avec lesquels il effectue des enregistrements mémorables,. Il poursuit cette collaboration avec Bechet après la Seconde guerre mondiale. Il connaît bien la musique blues ainsi que le jazz de la Nouvelle-Orléans. Il cherche souvent à reproduire le style original du jazz. Il enregistre notamment en studio plusieurs prises d'une même composition, l'une dans le style de son époque et une autre dans celui de la Nouvelle-Orléans. Cette affinité pour le blues se retrouve également dans sa collaboration avec Sidney Bechet. À la fin des années 1930, il se produit de temps en temps avec son orchestre puis se fait arrêter et est condamné à passer deux années au pénitencier de Rikers Island.
À sa sortie, il retourne sur la scène jazz avec son groupe et collabore également avec le pianiste Art Hodes. En 1945, Mezzrow crée son propre label, King Jazz qu'il dirige jusqu'en 1947, et pour lequel il effectue ses enregistrements avec Bechet. Il fait paraître en 1946 une autobiographie intitulée Really the Blues, rédigée avec Bernard Wolfe. Son interprétation en 1948 au Nice Jazz Festival en leader de formation est remarquée et le révèle davantage en Europe, lui permettant de se faire un nom sur le continent. Il y effectue des tournées à plusieurs reprises et enregistre souvent en France, entre 1951 et 1955, notamment avec le vibraphoniste Lionel Hampton ou avec les trompettistes Lee Collins (en) et Buck Clayton. Il s'installe en France en 1951, travaille avec le clarinettiste et saxophoniste Claude Luter et organise des concerts au cours des 15 années suivantes à travers l'Europe, où la musique des années 1920 et 1930 est appréciée. Par la suite, il réduit considérablement ses activités dans le domaine du jazz.
Il meurt à Paris le 5 août 1972.

### Vie privée
Milton Mesirow était ethniquement et religieusement juif, et a été élevé à Chicago. Sa femme, Johnnie Mae, était une baptiste noire. Ils ont eu un fils, Milton Mesirow, Jr. Selon le jeune Mesirow, le nom de famille "Mezzrow" était un nom de plume de son père.
Mezzrow a loué et admiré la culture et le style afro-américains. Dans son autobiographie, Really the Blues, il a écrit qu'à partir du moment où il a entendu du jazz, il "allait être un musicien noir, racontant au monde le blues comme seuls les Noirs peuvent le faire".
La famille vivait à Harlem, à New York, où Mezzrow s'est déclaré "nègre volontaire" et a été inscrit comme nègre sur sa carte d'incorporation lors de la Seconde Guerre mondiale. Il croyait "avoir définitivement franchi la ligne qui divisait les identités blanche et noire".
Mezzrow est devenu célèbre autant pour ses activités de défense du cannabis que pour sa musique. À son époque, il était tellement connu dans la communauté du jazz pour sa vente de marijuana que mezz est devenu un terme argotique désignant la marijuana, référence utilisée dans la chanson de Stuff Smith, "If You're a Viper (en)". Il était également connu sous le nom de Muggles King, le mot muggles étant un terme argotique pour la marijuana à l'époque ; le titre de l'enregistrement de Louis Armstrong de 1928, "Muggles", y fait référence. Armstrong était l'un de ses plus gros clients. Une lettre de 1932, écrite par Armstrong, démontre cette relation ; alors qu'il était en Angleterre, Armstrong détaillait dans cette lettre où et comment Mezzrow devait envoyer la marijuana.
En 1940, il est arrêté en possession de soixante joints alors qu'il essayait d'entrer dans un club de jazz à l'Exposition universelle de New York de 1939, avec l'intention de les distribuer. Lorsqu'il est envoyé en prison (au pénitencier de Rikers Island), il insiste auprès des gardes sur le fait qu'il est noir et est transféré dans la section noire de la prison ségréguée. Dans Really the Blues, il raconte cet épisode peu banal:

« Pendant qu'on nous tirait en portrait pour collection, voilà que s'amène Mr Slattery, le directeur. Je le coince et je fais appel à tout mon bagou: «M. Slattery, je lui dis, bien que je n'en aie pas l'air, je suis un homme de couleur. Je ne crois pas que je pourrais m'entendre avec les blancs si on me met chez eux, et puis il se peut que j'aie des copains au Bâtiment 6 et ils veilleraient à ce qu'il ne m'arrive pas de sales histoires». M. Slattery fait un bond en arrière, complètement sidéré, et se met à examiner sérieusement mon anatomie. Il parut un peu soulagé en voyant mes cheveux crêpés. «Tiens, tiens, c'est donc vous, Mezzrow? Eh bien on va arranger ça. Je vous connais depuis longtemps par les journaux et je me demandais quand vous viendriez me rendre visite. Nous avons besoin d'un chef d'orchestre dans la maison et je crois que vous êtes tout à fait l'homme qu'il nous faut!». Il me refile une carte avec l'indication "Bâtiment 6". Pour moi c'est comme si j'avais obtenu ma grâce. »

Mezzrow était ami de longue date avec le critique de jazz français Hugues Panassié et a passé les 20 dernières années de sa vie en France. Il a été précédé dans la mort par sa femme, Johnnie Mae Mezzrow, et lui-même meurt le 5 août 1972 à l'hôpital américain de Paris de Neuilly-sur-Seine et est inhumé au columbarium du Père-Lachaise (case 14 572).
En 2015, un club de jazz de Greenwich Village a été appelé Mezzrow en son honneur.

## Style et contribution
Les critiques étaient partagés à son égard, lui reprochant ou non de ne pas vouloir faire évoluer la musique jazz afro-américaine, à travers sa ferme revendication du retour à la musique traditionnelle. Le jeu de Mezzrow ne brille pas toujours par sa technicité ou son inspiration. L'auteur Alain Tercinet écrit à ce propos qu'il « était un clarinettiste fort inégal, capable aussi bien de se montrer émouvant... que de dévoiler de redoutables lacunes techniques ». Malgré les faiblesses de son jeu il était très admiré par certains critiques, en particulier Hugues Panassié.
Remarquable mélodiste, il est aussi le compositeur de standards comme Gone Away Blues, Really The Blues ou Out Of The Gallion.
L'essentiel de sa contribution musicale réside sans doute dans son activité pédagogique, dans le domaine du rythme et de l'harmonie. Ses instruments habituels sont la clarinette et le saxophone (alto ou ténor) et il apprend aux batteurs de ses orchestres le style ancien, n'appréciant pas l'utilisation de la cymbale Charleston. Il montre aux instrumentistes les lignes mélodiques propres à mettre en valeur le soliste.

## Discographie
En leader (partiel)
| Enregistrement | Nom de l'album                 | Label. Notes.                                                                            |
| -------------- | ------------------------------ | ---------------------------------------------------------------------------------------- |
| 1946           | Really the Blues               | Jazz Archives. Au saxophone ténor et clarinette et avec Muggsy Spanier et Sidney Bechet. |
| 1951           | Mezz Mezzrow-Claude Luter      | Vogue.                                                                                   |
| 1954           | Mezzin' Around                 | RCA Records.                                                                             |
| 1954           | Mezz Mezzrow avec Frank Newton | Victor Records.                                                                          |
| 1955           | Paris 1955, Vol. 1             | Swing. Album live.                                                                       |

Quelques collaborations
| Enregistrement | Leader         | Nom de l'album                       | Label. Notes.      |
| -------------- | -------------- | ------------------------------------ | ------------------ |
| 1927-1929      | Muggsy Spanier | Muggsy Spanier and Frank Teschmacher | Riverside Records. |
| 1944           | Art Hodes      | Dixieland Jubilee                    | Blue Note Records. |
| 1953           | Lionel Hampton | Lionel Hampton in PAris              | RCA Records.       |